# Neuer jüdischer Friedhof (Wunstorf)

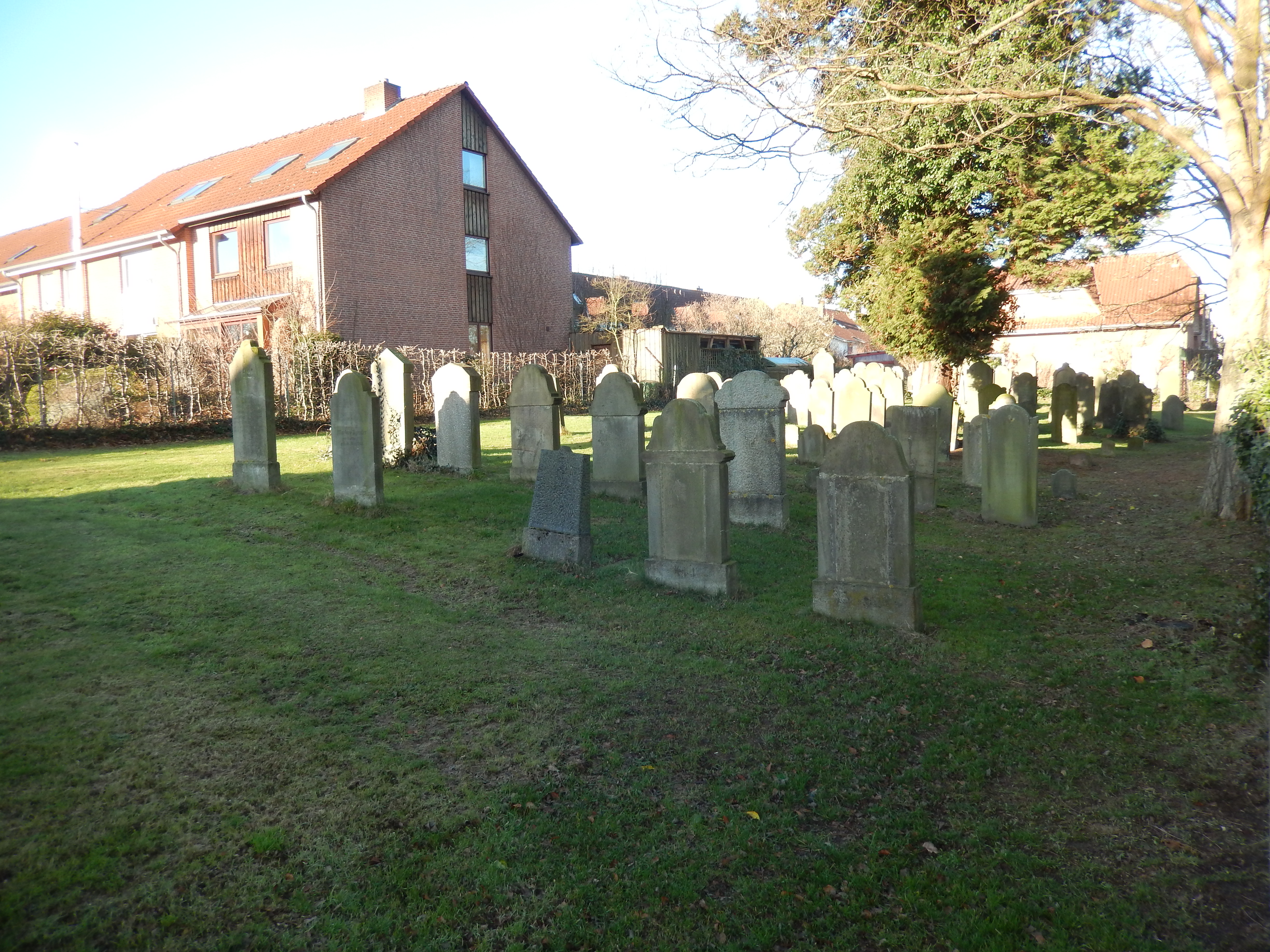
Neuer jüdischer Friedhof

Der Neue jüdische Friedhof Wunstorf ist ein jüdischer Friedhof in der niedersächsischen Stadt Wunstorf in der Region Hannover. Er ist ein geschütztes Kulturdenkmal.
Auf dem Friedhof befinden sich 90 Grabsteine. Der Friedhof wurde von 1830 bis 1938 belegt.
Der Vorgängerfriedhof („Alter Friedhof“) wurde bis 1827 belegt. Auf ihm befinden sich keine Grabsteine mehr. Dieser Friedhof wurde vermutlich in den Jahren 1940–45 eingeebnet.